# تنها (آلبوم مدرن تاکینگ)
تنها (به انگلیسی: Alone) هشتمین آلبومی است که توسط گروه مدرن تاکینگ در تاریح ۱۹۹۹ انتشار یافته و آهنگ «تو تنها نیستی» رتبه ۷ را در آلمان به دست آورد. این آلبوم در تاریخ ۸ مارس ۱۹۹۹ رتبه نخست را در کشور آلمان داشته و ۴ هفته در این رتبه ماند. آلبوم تنها در آلمان بیش از ۵۰۰هزار نسخه به فروش رسید.

## لیست آهنگ‌ها
تو تنها نیستی
Sexy, Sexy Lover
I Can't Give You More
Just Close Your Eyes
Don't Let Me Go
I'm So Much in Love
Rouge et noir
All I Have
Can't Get Enough
Love Is Like a Rainbow
How You Mend a Broken Heart
It Hurts So Good
I'll Never Give You Up
Don't Let Me Down
Taxi Girl
For Always and Ever
Space Mix

## سازنده‌ها
خواننده: توماس آندرس و اریک سینگلتون
آهنگ‌ساز و شاعر: دیتر بوهلن و توماس آندرس

## رتبه در جداول
| کشور     | بهترین رتبه |
| -------- | ----------- |
| آلمان    | ۱           |
| مجارستان | ۱           |
| فنلاند   | ۴           |
| سوئد     | ۵           |
| نروژ     | ۹           |
| سوئیس    | ۳           |
| اتریش    | ۲           |
| فرانسه   | ۱۱          |